# Кисляк, Сергей Иванович
Серге́й Ива́нович Кисля́к (род. 7 сентября 1950, Москва, РСФСР, СССР) — российский дипломат и государственный деятель. Сенатор Российской Федерации от Правительства Республики Мордовия с 20 сентября 2017 года,  первый заместитель председателя Комитета Совета Федерации по международным делам.
Чрезвычайный и полномочный посол Российской Федерации в США (26 июля 2008 — 21 августа 2017). Заместитель министра иностранных дел (2003—2008), чрезвычайный и полномочный посол в Бельгии и по совместительству постоянный представитель Российской Федерации при НАТО (1998—2003).
Из-за поддержки нарушения территориальной целостности Украины во время российско-украинской войны находится под персональными международными санкциями  Евросоюза, США, Великобритании и ряда других стран.

## Биография
Родился в Москве в украинской семье.
В 1973 году окончил Московский инженерно-физический институт (с 2009 года — Национальный исследовательский ядерный университет «МИФИ»). В 1977 году — Всесоюзную академию внешней торговли.
Владеет английским и французским языками.

### Дипломатическая служба
На дипломатической работе с 1977 года. Занимал различные должности в центральном аппарате МИД СССР и за рубежом.
В 1981—1985 годах — второй секретарь Постоянного представительства СССР при ООН в Нью-Йорке.
В 1985—1989 годах — первый секретарь, советник Посольства СССР в США.
В 1989—1991 годах — заместитель директора Департамента международных организаций МИД СССР.
В 1991—1993 годах — заместитель директора Департамента по международному научному и техническому сотрудничеству МИД СССР, МИД России.
В 1993—1995 годах — директор Департамента по международному научному и техническому сотрудничеству МИД России.
В 1995—1998 годах — директор Департамента по вопросам безопасности и разоружения, член Коллегии МИД России.
С 25 февраля 1998 по 4 июля 2003 года — чрезвычайный и полномочный посол Российской Федерации в Бельгии и по совместительству постоянный представитель России при НАТО (до 11 марта 2003 года)
С 4 июля 2003 по 26 июля 2008 года — заместитель министра иностранных дел Российской Федерации . Курировал отношения со странами Америки, вопросы международной безопасности и разоружения, участия России в «Восьмёрке».

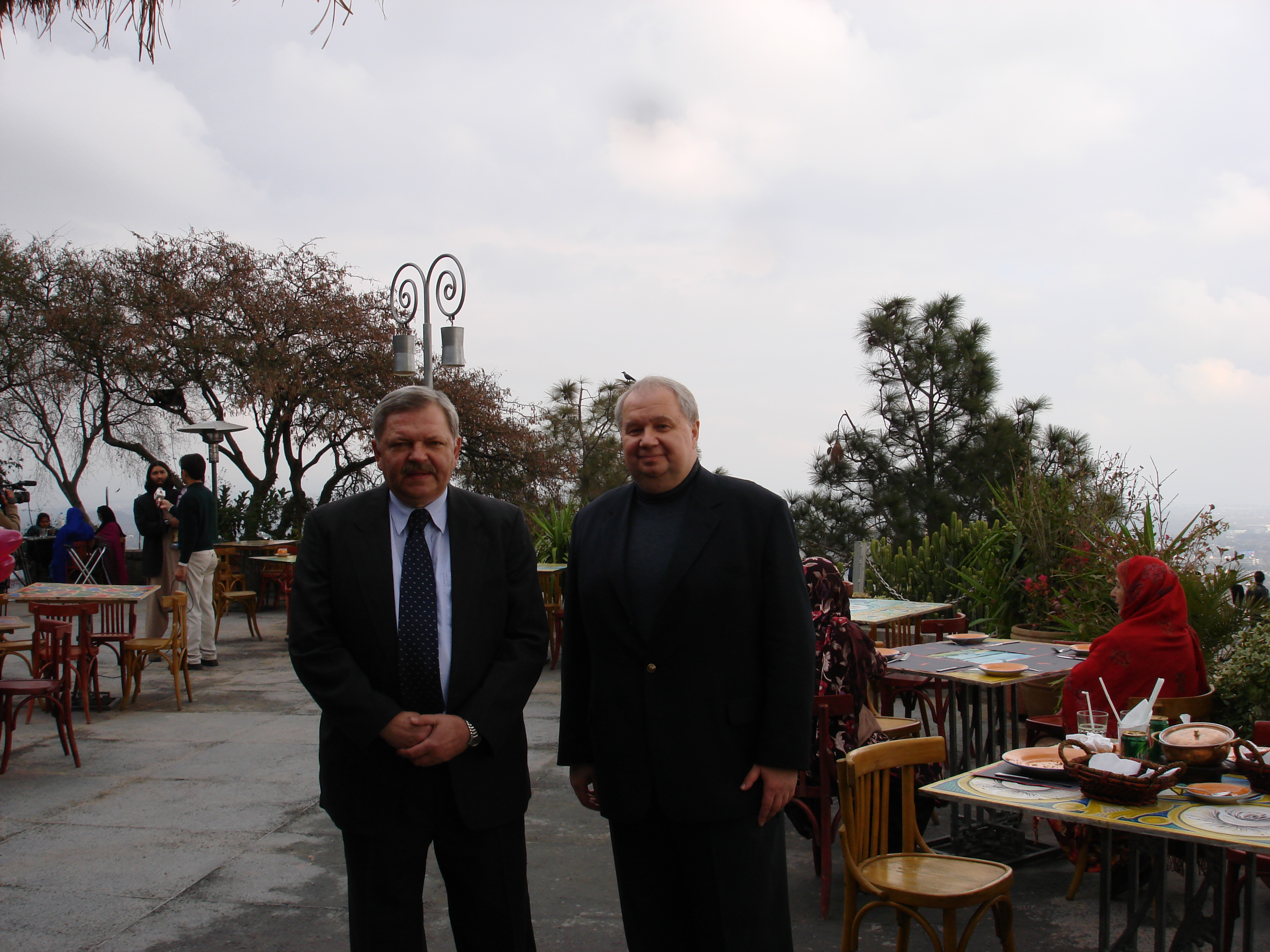
Посол России в Пакистане С. Н. Песков и С. И. Кисляк, 2008 год

С 26 июля 2008 года — чрезвычайный и полномочный посол Российской Федерации в Соединённых Штатах Америки, постоянный наблюдатель Российской Федерации при Организации американских государств в Вашингтоне, Соединённые Штаты Америки, по совместительству.
Кисляк, являясь главным представителем России в США, стал ключевой фигурой в расследовании вмешательства России в выборы в США в 2016 году, получившее широкое освещение в СМИ. CNN окрестил Кисляка «дипломатом из дипломатов» благодаря его обширному опыту, но также сообщалось, что сотрудники разведки США считают, что Кисляк является лучшим шпионом и шпионским проводником. Сам посол отверг эти обвинения. Кисляк также отрицает, что Россия стояла за взломом серверов Демократического национального комитета, в то время как встречи Кисляка с советниками тогдашнего избранного президента Дональда Трампа расследовались сотрудниками спецслужб США. В мае 2017 года Трамп провёл встречу с Кисляком и Сергеем Лавровым и рассказал о секретной информации об ИГИЛ, которая просочилась в прессу.
22 июля 2017 года убыл из Вашингтона в Москву. 21 августа освобождён от должности указом Президента России. Уволен с дипломатической службы.

### Совет Федерации
20 сентября 2017 года Глава Республики Мордовия Владимир Волков подписал указ о наделении Сергея Кисляка полномочиями члена Совета Федерации Федерального собрания Российской Федерации от исполнительного органа исполнительной власти Республики Мордовия. В Совете Федерации в должности первого заместителя председателя Комитета Совета Федерации по международным делам.

## Награды и почётные звания

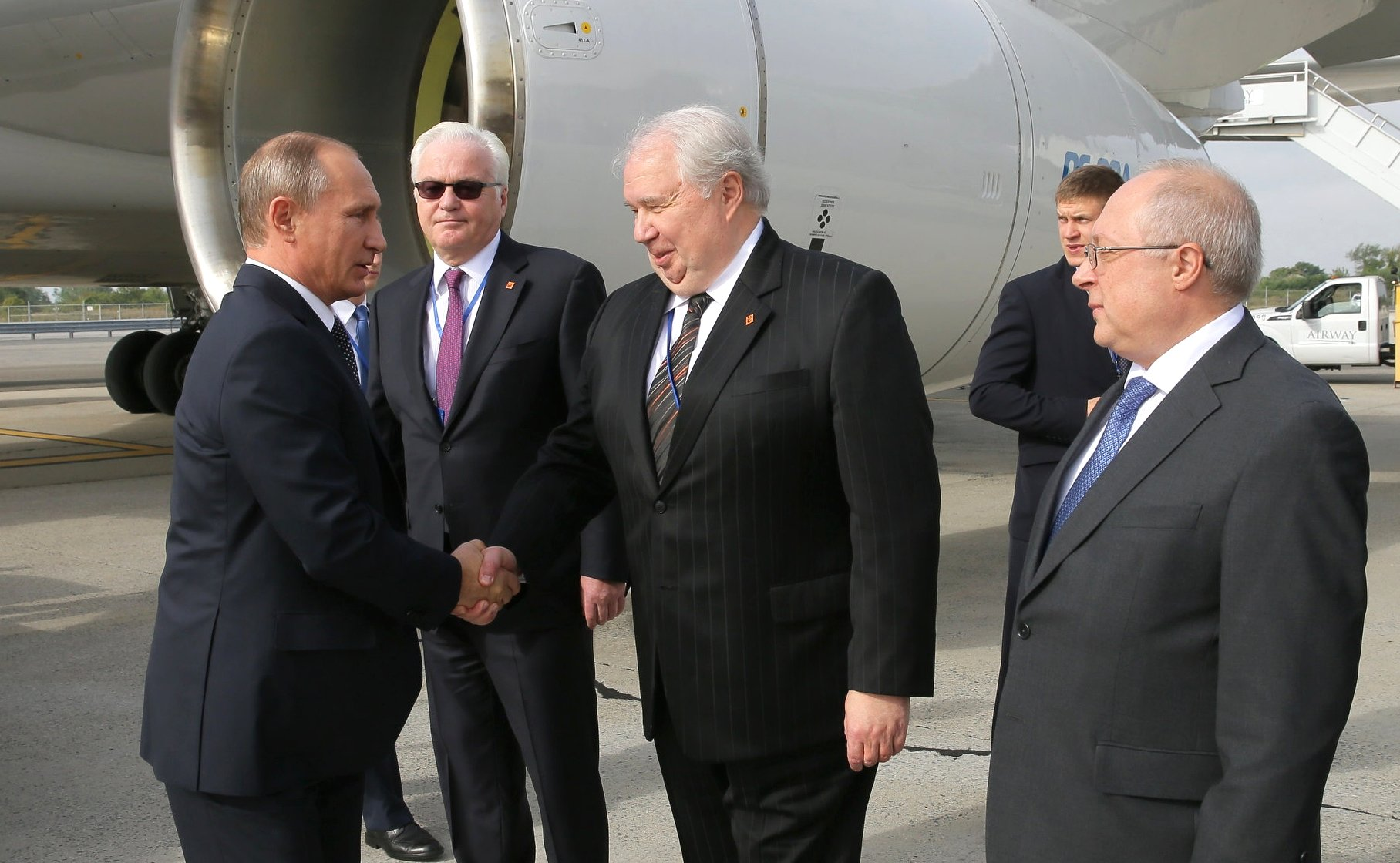
Сергей Кисляк и Виталий Чуркин встречают президента РФ Владимира Путина в аэропорту Нью-Йорка.
28 сентября 2015 года

- Орден «За заслуги перед Отечеством» IV степени (16 ноября 2006) — за большой вклад в подготовку и проведение встречи глав государств и правительств стран — членов «Группы восьми» в городе Санкт-Петербурге[25].
- Орден Александра Невского (10 сентября 2017) — за большой вклад в реализацию внешнеполитического курса Российской Федерации[26].
- Орден Почёта (21 сентября 2003) — за активное участие в реализации внешнеполитического курса Российской Федерации и многолетнюю добросовестную работу[27].
- Орден Дружбы (9 апреля 1996) — за заслуги перед государством, большой вклад в подготовку и успешное осуществление первого этапа российско-американского сотрудничества в области пилотируемых космических полётов по программе «Мир — Шаттл»[28].
- Заслуженный работник дипломатической службы Российской Федерации (8 марта 2015) — за большой вклад в реализацию внешнеполитического курса Российской Федерации и многолетнюю добросовестную работу[29].
- Благодарность президента Российской Федерации (14 сентября 2020) — за большой вклад в развитие парламентаризма, укрепление международных и межпарламентских связей[30].
- Синодальный Знаменский орден 1-й степени (Русская православная церковь заграницей, 12 июля 2017)[31].
- Почётный гражданин Хьюстона, 2012 год[32].

## Дипломатический ранг
- Чрезвычайный и полномочный посланник 1 класса (30 апреля 1993)[33]
- Чрезвычайный и полномочный посол (18 июля 1995)[34].